# Mike Tebulo
Mike Tebulo (Zomba, 5 giugno 1985) è un ex maratoneta malawiano che ha rappresentato il Malawi ai Giochi olimpici di Londra 2012. In occasione della cerimonia d'apertura della manifestazione è stato il portabandiera della delegazione.

## Palmarès
| Anno | Manifestazione          | Sede        | Evento         | Risultato | Prestazione | Note                                     |
| ---- | ----------------------- | ----------- | -------------- | --------- | ----------- | ---------------------------------------- |
| 2004 | Mondiali di cross       | Bruxelles   | Corsa seniores | 41º       | 26'39"      |                                          |
| 2008 | Mondiali di cross       | Edimburgo   | Corsa seniores | 77º       | 37'57"      |                                          |
| 2010 | Giochi del Commonwealth | Nuova Delhi | Maratona       | 4º        | 2h18'31"    |                                          |
| 2011 | Mondiali                | Taegu       | Maratona       | 34º       | 2h22'45"    | Miglior prestazione personale stagionale |
| 2012 | Giochi olimpici         | Londra      | Maratona       | 44º       | 2h19'11"    | Miglior prestazione personale stagionale |

## Altre competizioni internazionali
2007
- Argento alla Mezza maratona di Lilongwe ( Lilongwe) - 1h06'56"

2009
- 18º alla Johannesburg City Marathon ( Johannesburg) - 2h22'59"
- Oro alla Konica Minolta Jackie Mekler ( Pretoria), 25 km - 1h19'24"
- 17º alla Tshwane Nedbank Matha Series ( Tshwane) - 1h07'08"
- Argento alla Deloitte Pretoria Half Marathon ( Pretoria) - 1h07'40"
- 6º alla Solomon Kalushi Mahlangu Memorial Race ( Mamelodi) - 30'00"
- Bronzo alla PWC George Claassen ( Pretoria) - 31'20"

2011
- 6º alla Mon Choisy Half Marathon ( Mon Choisy) - 1h08'15"

2012
- 8º alla Maratona di Gaborone ( Gaborone) - 2h20'36"
- Argento alla Milton Keynes Half Marathon ( Milton Keynes) - 1h05'44"